# Hesso III. von Backnang
Hesso (III.) war Anfang des 12. Jahrhunderts wohl Sohn und Nachfolger von Hesso II. aus der Dynastie der Hessonen, wobei seine Existenz fraglich ist; belegt ist er lediglich einmal als Kind Hessos II. Vermutlich während seiner Herrschaft verlagerte sich die Familie von Backnang, das um 1111 als Mitgift an die Markgrafen von Baden abgegeben wurde, auf die Burg Wolfsölden. Er war das letzte Mitglied der Dynastie, dass den Einheitsnamen  „Hesso“ trug.
Er ist historisch kaum fassbar, die zeitliche Einordnung noch schwieriger als bei seinen beiden Vorgängern. Je nachdem wie man deren Herrschaftszeit datiert, verschiebt sich auch die Lebens- und Herrschaftsdauer Hessos III. Wenn man davon ausgeht, dass die Backnang-Erbin Judith die Tochter Hessos II. und damit seine Schwester war, und sein Vater zum Zeitpunkt deren Hochzeit 1111 noch lebte, starb er wahrscheinlich bereits früh, da von nun an kein Hesso mehr erwähnt wird und stattdessen sein Bruder (oder doch Sohn?) Siegehard von Wolfsölden zum Oberhaupt der Dynastie aufstieg. Nach einer anderen Theorie (nach O. Kilian) existierte Hesso III. sogar gar nicht und es handelt sich bei ihm nur um eine falsch interpretierte Doppelaufzeichnung im Backnanger Nekrolog.